# Carex sempervirens
Carex sempervirens là một loài thực vật có hoa trong họ Cói. Loài này được Vill. mô tả khoa học đầu tiên năm 1787.

## Hình ảnh

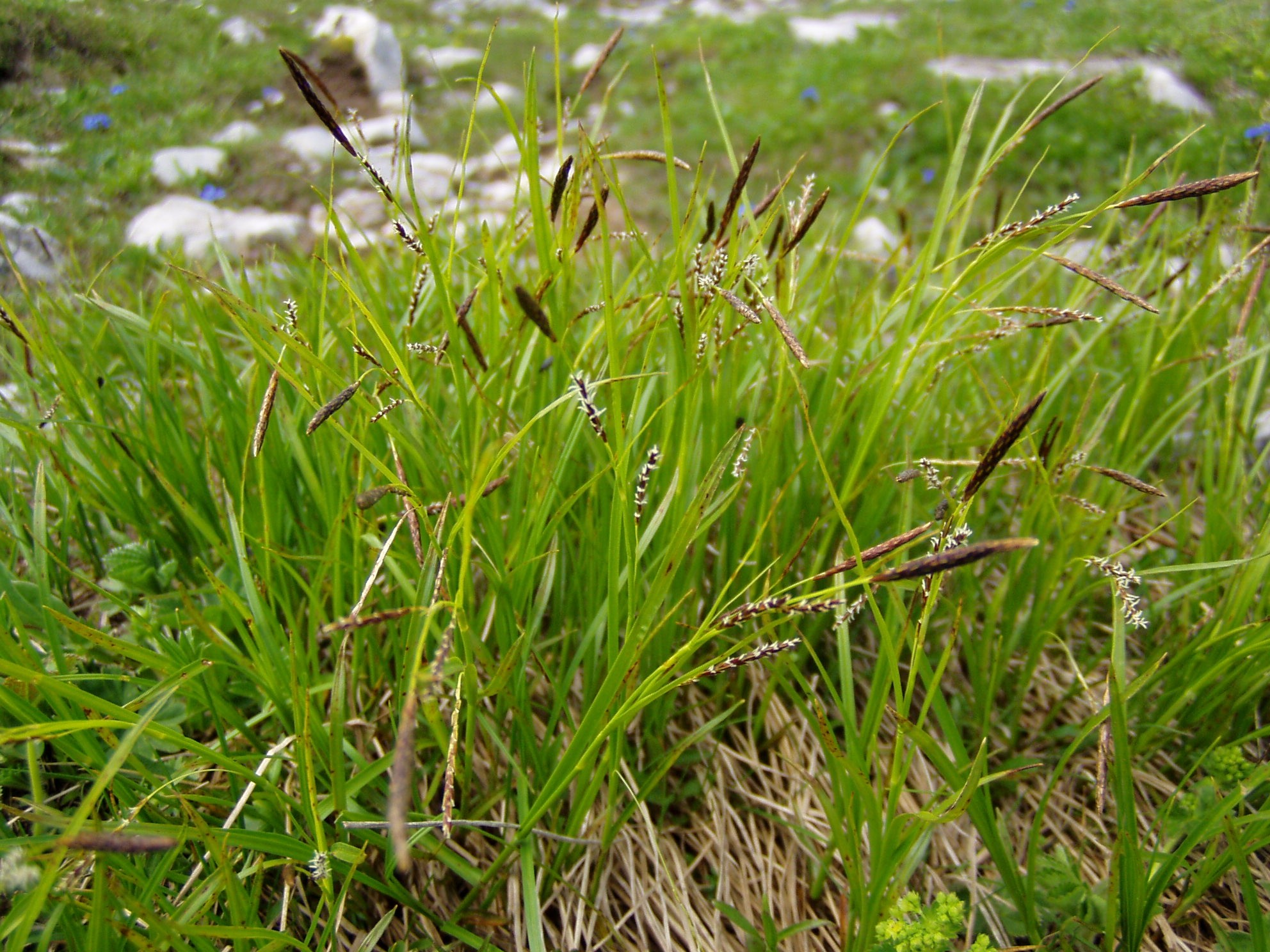
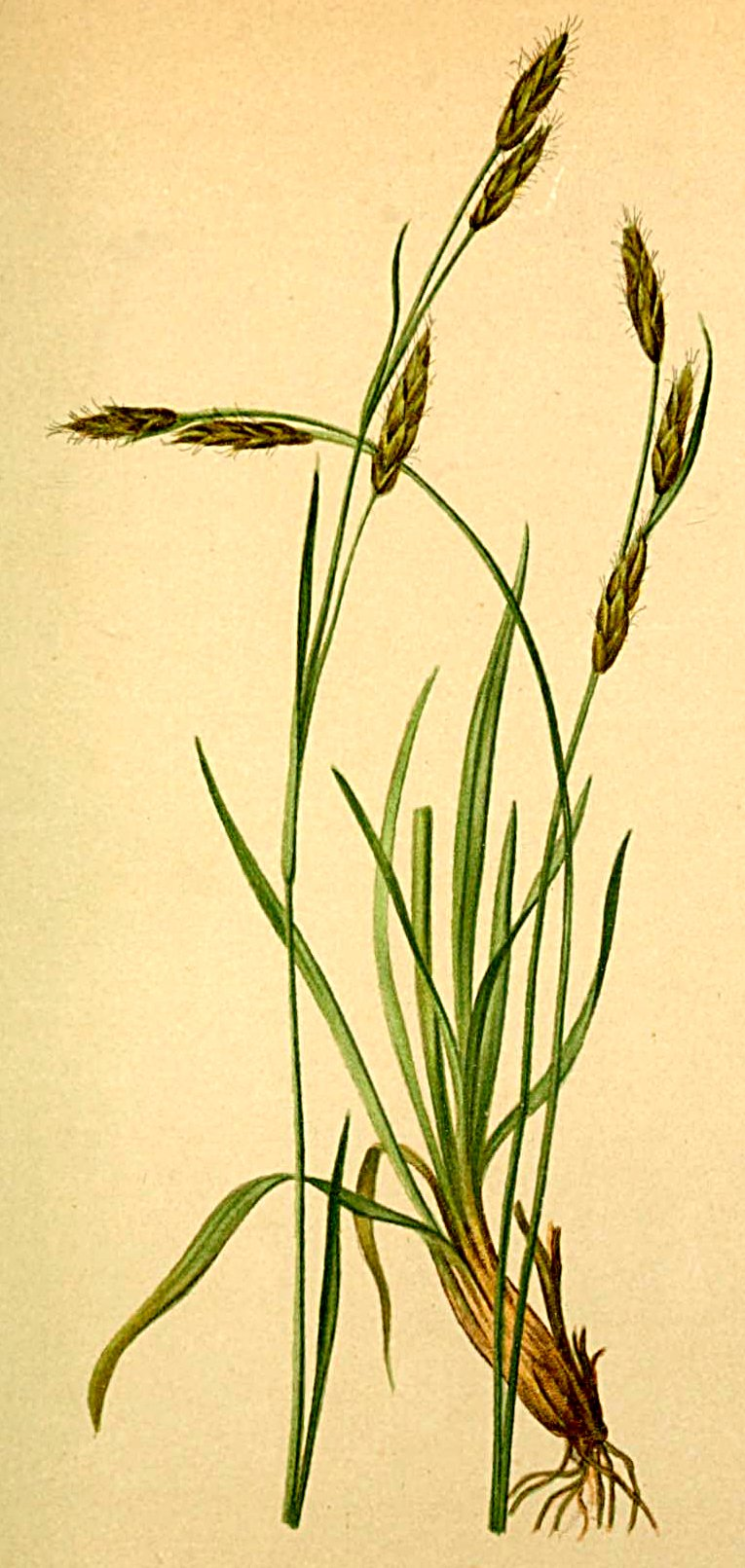
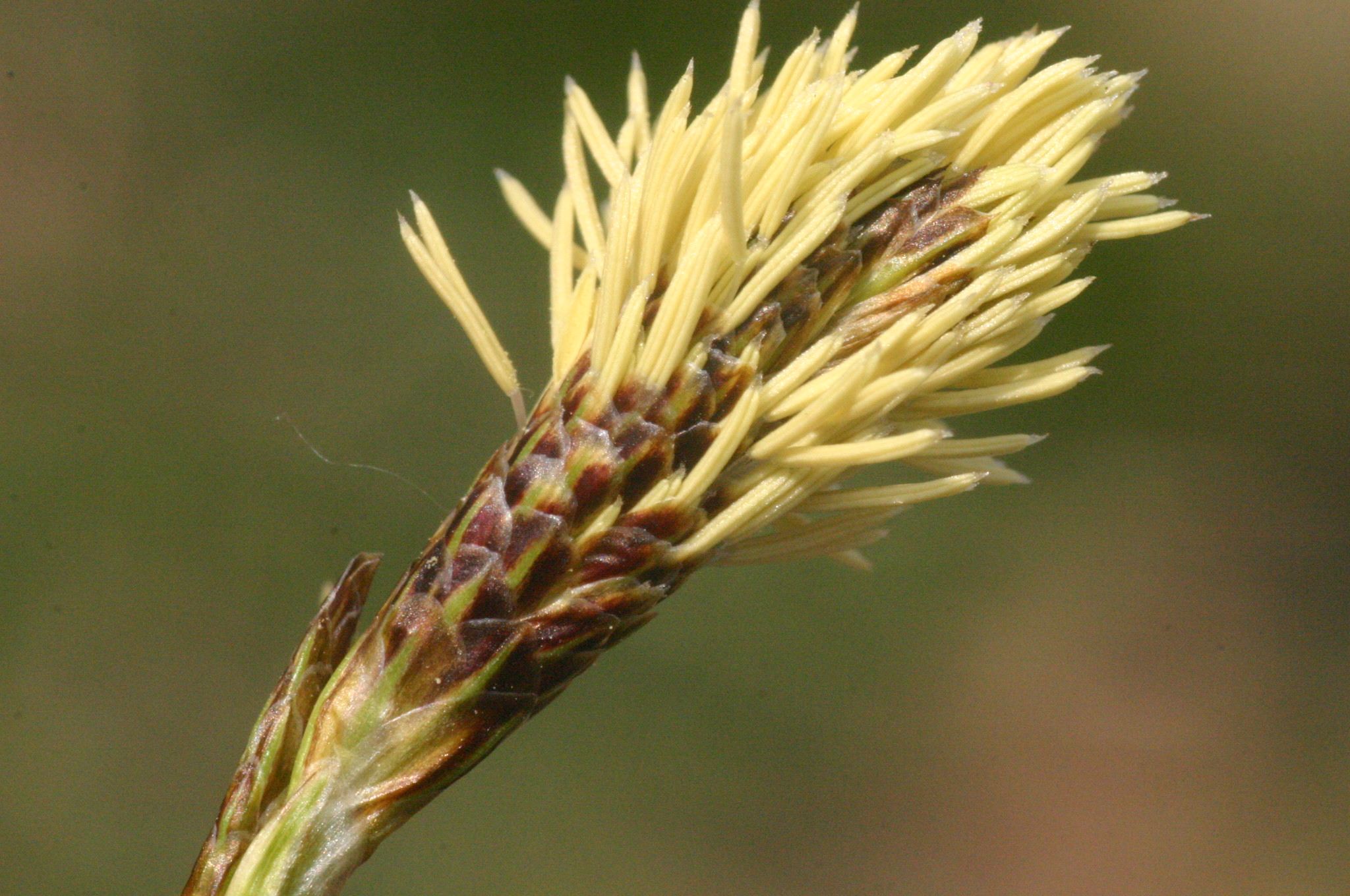
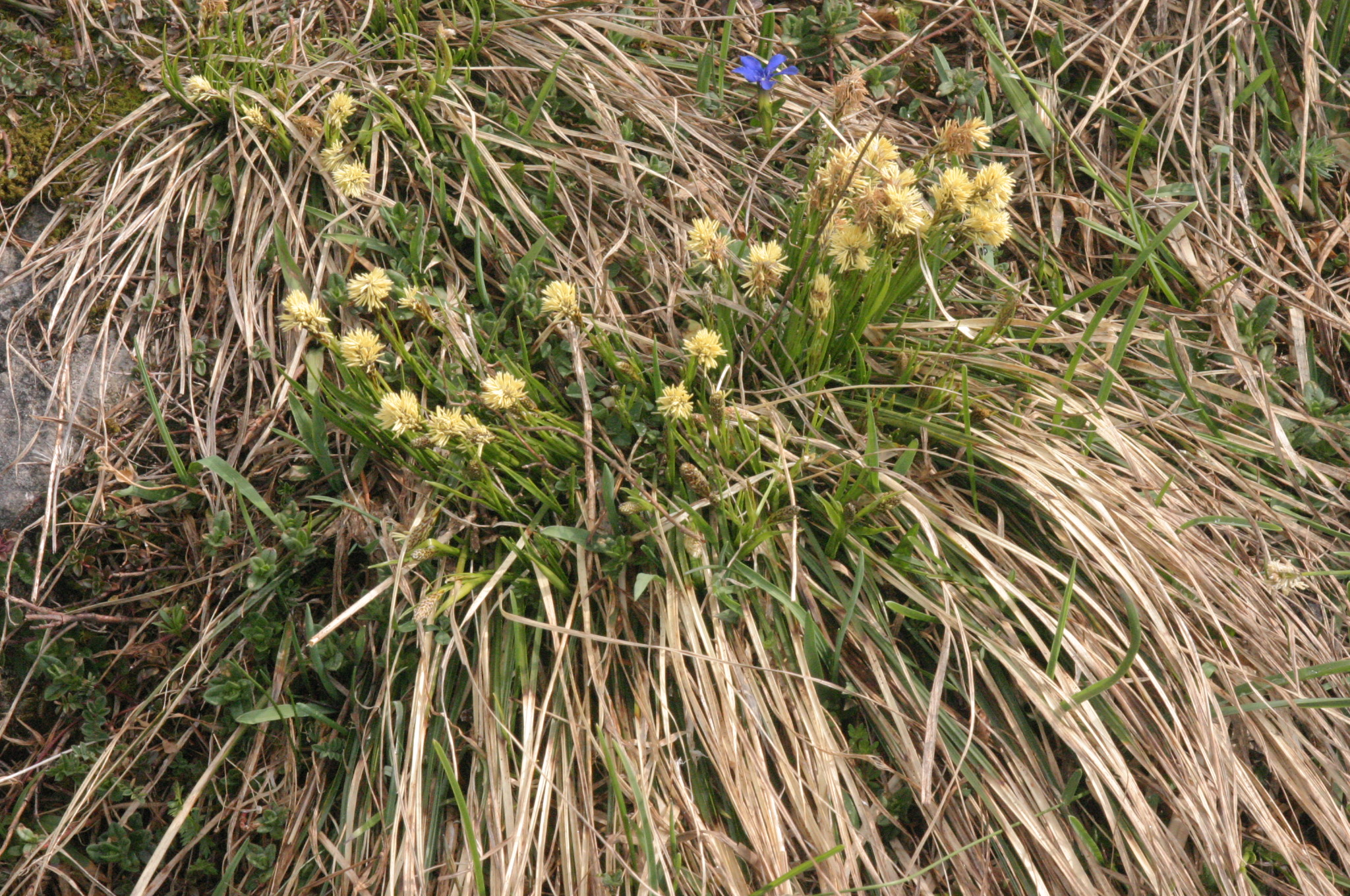